# Єркінський сільський округ
Є́ркінський сільський округ (каз. Еркін ауылдық округі, рос. Еркинский сельский округ) — адміністративна одиниця у складі Талдикорганської міської адміністрації Жетисуської області Казахстану. Адміністративний центр — село Єркін.
Населення — 15183 особи (2021; 12093 у 2009, 10054 у 1999, 10092 у 1989).
Станом на 1989 рік існувала Єркінська сільська рада (села Єркін, ЗВТ), села Третє отділення (Ягодне) та П'яте отділення перебували у прямому підпорядкуванні Талди-Курганської міської ради. 2009 року села Отділення 5 та ЗВТ були включені до складу міста Талдикорган.

## Склад
До складу округу входять такі населені пункти:
| Населений пункт   | Населення, осіб (1989) | Населення, осіб (1999) | Населення, осіб (2009) | Населення, осіб (2021) |
| ----------------- | ---------------------- | ---------------------- | ---------------------- | ---------------------- |
| Єркін, село       | 9715                   | 9701                   | 11465                  | 13886                  |
| Отділення 3, село | 377                    | 353                    | 626                    | 1297                   |